# Airdrop
airdrop（エアドロップ）は日本の男女2人組音楽ユニットである。1999年結成。
当初は都内のライブハウスを中心に活動を続けるが、「音楽をゆっくり聴いてもらいたい」という意思の元に2003年ごろからカフェへと活動の場を移す。2009年12月をもって解散。

## メンバー
- 大枝夏野子（おおえだかのこ）ボーカル
- 荒木健文（あらきたけふみ）キーボード

## ディスコグラフィー

### シングル
1. 休日（2005年5月2日）
2. 改札（2006年9月29日）
3. バス停（2006年11月22日）
4. チョコレート（2007年4月18日）

### ミニアルバム
1. 三宿LESSON（2003年4月24日）
2. HOT LEMONADE（2003年12月10日）
3. よりみちパスポート（2004年9月15日）
4. GOING（2005年9月2日）
5. 雪の街（2005年12月2日）

### アルバム
1. drops（2005年6月22日）
2. 育てよ、私（2007年11月21日）